# Donald J. Farish
Donald J. Farish (Winnipeg, 1942 - 5 de julho de 2018) foi um político canadense.  

## Carreira
Ele foi presidente da Universidade de Rowan em Glassboro, Nova Jersey, de 1998 a 2011. 
Morreu em 5 de julho de 2018, aos 75 anos.